# Barden (Richmondshire)
Pour les articles homonymes, voir Barden.
Barden est un village et une paroisse civile du Yorkshire du Nord, en Angleterre.